# Bellefin Prong
Bellefin Prong est une péninsule australienne baignée par les eaux de la baie Shark, un golfe au centre de la côte ouest de l'Australie-Occidentale. Prolongement vers le nord d'une autre langue de terre bien plus vaste fermant le sud-ouest de ce golfe, la péninsule Carrarang, elle se termine par le cap Bellefin, lequel a été baptisé en l'honneur du chirurgien Français Jérôme Bellefin au début du XIXe siècle. Elle est plus ou moins parallèle à Heirisson Prong, située plus à l'est, et forme avec elle une baie que le découvreur de l'ensemble de la zone Louis Claude de Saulces de Freycinet a appelé havre Inutile dans le cadre de l'expédition vers les Terres australes de Nicolas Baudin.